# Ključ vára (Drniš)
Ključ vára (horvátul: Utvrda Ključ), várrom Horvátországban, a Drnišhez tartozó Ključ falu területén.

## Fekvése
A Krka és a Čikola összefolyásától északkeletre, a Čikola szurdoka felett emelkedő meredek szirten találhatók maradványai.

## Története
A vár régészeti kutatása még nem történt meg, azonban az tudható, hogy a Nelipićek építették a 14. század első felében. Feladata az volt, hogy ellenőrizze a velencei kereskedelmet Šibeniktől a hátországgal és Boszniával. A vár közvetlen közelében a Čikola felett híd ívelt át, melyen a Nepilićek hídvámot szedtek. Emiatt összeütközésbe kerültek a šibenikiekkel, akik elfoglalták és felgyújtották a várat. A két fél közötti viszály váltakozó szerencsével még hosszú ideig folytatódott, végül 1522-ben a török elfoglalta és csak 1648-ban a kandiai háború során szabadult fel uralma alól. A várat ezután jelentőségét veszítve kőbányaként használták, anyagát a környék építkezéseihez hordták el.

## A vár mai állapota
Ključ vagy Ključica vára a településtől délre, a Čikola-folyó jobb partján található meredek sziklacsúcsra épült. Jól megerősített vár volt, melynek építését stratégiai és politikai szempontok indokolták, hiszen innen az egész vidéket ellenőrzés alatt tarthatták. A középkori vár központi része szabálytalan négyszög alaprajzú, melynek nyugati részén ötszögletű torony és kerítőfal állt. A falakon belül még felismerhetők a háromszögű palota, az őrség szállásának és az északi falra támaszkodó helyiségek maradványai. Alattuk található a ciszterna és a tömlöc. Fennmaradt a zárófal legnagyobb része, valamint a két íves udvari kapu. Közelében egy történelem előtti vár maradványai is találhatók.